# 二項型多項式列
数学における多項式列（つまり、自然数の集合 {0, 1, 2, 3, …} で添字付けられた多項式の成す列であって、かつ各多項式の添字がその多項式の次数に等しいもの）{pn(x) : n = 0, 1, 2, 3, …} が二項型（にこうがた、英: binomial type）であるとは、この列が恒等式
{\displaystyle p_{n}(x+y)=\sum _{k=0}^{n}{n \choose k}\,p_{k}(x)\,p_{n-k}(y)}
を満足するときに言う。このような数列は無数に存在し、二項型多項式列をすべて集めて得られる集合は後述のように陰合成のもとで群を成す。任意の二項型多項式列はベル多項式で表すことができる。任意の二項型多項式列はシェファー列だが、逆は必ずしも成り立たない。多項式列は19世紀の漠然とした umbral calculus の概念を下敷きにしている。
二項型多項式列の概念は組合せ論、確率論、統計学、その他さまざまな分野に応用を持つ。

## 例
- 二項型の定義に基づけば、二項定理の主張は「冪函数列 {xn : n = 0, 1, 2, …} は二項型多項式列を成す」ことと言い表せる。
- 降冪函数列 {(x)n = x(x − 1)(x − 2)⋯(x − n + 1) : n = 0, 1, 2, …} は二項型の多項式列である（ただし、空積の規約により (x)0 = 1 と約束する）。[注釈 1]
- 同様に昇冪函数列 {x(n)  = x(x + 1)(x + 2)⋯(x + n − 1) : n = 0, 1, 2, …} は二項型の多項式列である。
- アーベル多項式列 {pn(x) = x(x − an)n−1 : n = 0, 1, 2, …} は二項型である。
- トゥシャール多項式列[注釈 2] {pn(x) = ∑n
k=1 S(n,k) xk : n = 0, 1, 2, …} は二項型である。ここで、係数 S(n, k) は「第二種スターリング数」（位数 n の集合を k-個の空でない部分集合の非交和に分割する方法の総数）である。[注釈 3]

## 種々の特徴付け
多項式列が二項型であることを、様々な仕方で言い換えることができる。

### デルタ作用素による特徴付け
多項式列 {pn(x) : n = 0, 1, 2, …} が二項型であるための必要十分条件は、以下の条件をすべて満足することである。
1. pn(x) ↦ npn−1(x) で定義される変数 x に関する多項式全体の成す空間上の線型汎函数がシフト同変である。
2. 任意の x において p0(x) = 1 を満たす。
3. n > 0 に対して pn(0) = 0 を満たす。

この汎函数がシフト同変であるという主張は、この多項式列がシェファー列を成すということと同じである。実は二項型多項式列全体の成す集合はシェファー列全体の成す集合に真に含まれる。
上記の線型汎函数は明らかにデルタ作用素である。つまり、x を変数とする多項式全体の成す線型空間上のシフト同変な線型汎函数であって、多項式の次数を 1 だけ下げる。最も明らかなデルタ作用素の例は、差分作用素 Δ および微分作用素 D = d⁄dx である。実は任意のデルタ作用素は微分作用素 D の冪級数
{\displaystyle Q=\sum _{n=1}^{\infty }c_{n}D^{n}}
の形に書けることが示せる（和の添字が 1 からであることに注意）。各デルタ作用素は「基本多項式」("basic polynomials") の列、即ち
1. {\displaystyle p_{0}(x)=1,}
2. {\displaystyle p_{n}(0)=0\quad (n\geq 1),}
3. {\displaystyle Qp_{n}(x)=np_{n-1}(x)}

を満足する多項式列をただ一つ持つ。Rota, Kahaner & Odlyzko (1973) は多項式列が二項型であるための必要十分条件が、その列が適当なデルタ作用素の基本多項式列となることであることを示した。従って、このやり方で望む限りいくらでも多項式列が作れることになる。

### ベル多項式による特徴付け
任意の数列 { a1, a2, a3, … } に対して
{\displaystyle p_{n}(x)=\sum _{k=1}^{n}B_{n,k}(a_{1},\dots ,a_{n-k+1})x^{k}.}
と置くとこの多項式列は二項型になる。ただし、Bn,k(a1, …, an−k+1) はベル多項式とする。任意の n ≥ 1 に対して
{\displaystyle p_{n}'(0)=a_{n}}
であることに注意せよ。本節における主結果を掲げる
定理任意の二項型多項式列はこの形に書ける。
Mullin & Rota (1970) や引き続いて Rota, Kahaner & Odlyzko (1973) は任意の二項型多項式列 { pn(x) }n が数列 { pn′(0) }n から決定できることを示しているが、これらはベル多項式については言及していない。
この数列はデルタ作用素とも関係していて、
{\displaystyle P(t)=\sum _{n=1}^{\infty }{a_{n} \over n!}t^{n}}
と置けば
{\displaystyle P^{-1}\left({d \over dx}\right)}
がこの列のデルタ作用素になる。

### 畳み込み恒等式による特徴付け
ふたつの数列 an, bn (n = 0, 1, 2, …) に対し、一種の畳み込み積を
{\displaystyle (a\diamond b)_{n}=\sum _{j=0}^{n}{n \choose j}a_{j}b_{n-j}}
で定義する。{\displaystyle a_{n}^{k\diamond }} は畳み込み k-乗
{\displaystyle a^{k\diamond }:=\underbrace {a\diamond \dotsb \diamond a} _{k{\text{ factors}}}}
の第 n-項を表すものとすると、a0 = 0 なる任意の数列 ai (i = 0, 1, 2, …) に対し、p0(x) = 1 および
{\displaystyle p_{n}(x)=\sum _{k=1}^{n}{a_{n}^{k\diamond }x^{k} \over k!}\quad (n\geq 1)}
で定義される多項式列は二項型であり、また任意の二項型多項式列はこの形で得られる(di Bucchianico 1997)。

### 母函数による特徴付け
二項型多項式列はちょうど
{\displaystyle \sum _{n=0}^{\infty }{p_{n}(x) \over n!}t^{n}=e^{xf(t)}}
の形の形式冪級数を母函数に持つ（収束性は問わない）。ただし、f(t) は定数項が零で、かつ一次の項が非零であるような形式冪級数である。このことは、ファア・ディ・ブルーノの公式の冪級数版
{\displaystyle f(t)=\sum _{n=1}^{\infty }{p_{n}'(0) \over n!}\,t^{n}}
によって示すことができる。この列のデルタ作用素は f−1(D) だから、
{\displaystyle f^{-1}(D)p_{n}(x)=np_{n-1}(x)}
となる。

#### この母函数の一つの見方について
ふたつの形式冪級数
{\displaystyle \sum _{n=0}^{\infty }{a_{n} \over n!}t^{n},\quad \sum _{n=0}^{\infty }{b_{n} \over n!}t^{n}}
の積はコーシー積
{\displaystyle c_{n}=\sum _{k=0}^{n}{n \choose k}a_{k}b_{n-k}}
で与えられる。x をこのような冪級数の族を添字付ける助変数と考えれば、二項型の等式は x + y で添字付けられた冪級数が、x, y のそれぞれで添字付けられた冪級数の積になることを
実際には言っているのだから、x は和を積に写す函数、つまり指数函数
{\displaystyle g(t)^{x}=e^{xf(t)}}
の引数であると捉えられる。ただし、f(t) は上に書いた形である。

## 多項式列の陰合成
二項型多項式列の全体の成す集合は、多項式列の「陰合成」("umbral composition") を群演算とする群を成す。この演算は以下のように与えられるものである。二つの多項式列 { pn(x) : n = 0, 1, 2, 3, … }, { qn(x) : n = 0, 1, 2, 3, … } に対して、
{\displaystyle p_{n}(x)=\sum _{k=0}^{n}a_{n,k}x^{k},\quad q_{n}(x)=\sum _{k=0}^{n}b_{n,k}x^{k}}
と書くとき、これら二つの数列の陰合成 p ∘ q はその第 n-項が
{\displaystyle (p_{n}\circ q)(x)=\sum _{k=0}^{n}a_{n,k}q_{k}(x)=\sum _{0\leq k\leq \ell \leq n}a_{n,k}b_{k,\ell }x^{\ell }}
で与えられる多項式列である。（ここで、p の方は第 n-項を考えるのでそれを示す下付き添字を付けて pn としているが、対する q は（一つの項ではなくて）全ての項を考えるので添え字は現れていない）。
デルタ作用素を上述の如く微分作用素 D の冪級数として定義するとき、冪級数の間の群演算は冪級数の形式的な合成とすれば、既に述べたデルタ作用素と二項型多項式列との間の自然な全単射は群の同型である。

## 累積率と積率
二項型多項式列の一次の項の係数からなる数列 κn をもとの多項式列の累積率と呼ぶことができる。任意の二項型多項式列はその累積率によって決定することができることが示せる（キュムラントの項を参照）。そして pn′(0) = κn は n-次の累積率であり、また pn(1) = μn′ は n-次積率である（これら「形式」累積率および「形式」積率は、確率分布の累積率および積率に相当するものである）。
累積母函数を
{\displaystyle f(t)=\sum _{n=1}^{\infty }{\frac {\kappa _{n}}{n!}}t^{n}}
と書けば、f−1(D) がもとの多項式列に付随するデルタ作用素、即ち
{\displaystyle f^{-1}(D)p_{n}(x)=np_{n-1}(x)}
が成り立つ。

## 注